# Château-Gontier-sur-Mayenne
Château-Gontier-sur-Mayenne község Franciaország Loire mente régiójában, Mayenne megyében. Új községként 2019. január 1-jén jött létre Château-Gontier, Azé és Saint-Fort korábbi községek egyesítésével. Az egyesüléskor az új község lélekszáma 17 566 fő lett. Lakosainak száma 16 539 fő (2022. január 1.).

## Népesség
| Lakosok száma | 16 776 | 16 913 | 16 950 | 16 845 | 16 710 | 16 539 |
|               | 2017   | 2018   | 2019   | 2020   | 2021   | 2022   |